# Mistrovice (Nový Oldřichov)
Mistrovice (německy Meistersdorf) jsou vesnice a část obce Nový Oldřichov v okrese Česká Lípa. Nachází se asi jeden kilometr západně od Nového Oldřichova. Mistrovice leží v katastrálním území Mistrovice u Nového Oldřichova o rozloze 1,59 km².

## Historie
První písemná zmínka o vesnici pochází z roku 1412.

## Obyvatelstvo
Při sčítání lidu v roce 1921 ve vsi žilo 1 603 obyvatel (z toho 522 mužů), z nichž bylo šedesát Čechoslováků, 989 Němců, dva příslušníci jiné národnosti a dvanáct cizinců. Většina (901 osob) se hlásila k římskokatolické církvi, ale žilo zde také 24 evangelíků, tři židé, 127 členů nezjišťovaných církví a osm lidí bez vyznání. Podle sčítání lidu z roku 1930 měla vesnice 1 131 obyvatel: 81 Čechoslováků, 1 027 Němců, jednoho příslušníka jiné národnosti a 22 cizinců. Převažovali římští katolíci, ale 160 osob patřilo ke starokatolické církvi, 22 k církvím evangelickým, pět k církvi československé a 68 lidí bylo bez vyznání.

## Pamětihodnosti
- venkovská usedlost čp. 77